# Bannlyst (bok)
Bannlyst är en bok av Selma Lagerlöf från 1918. Det är en mörk berättelse som behandlar kannibalism, hustrumisshandel och första världskriget. Handlingen följer i första hand Sven, som kämpar med det äckel som alla - även han själv - känner för honom, och Sigrun, som tvingas fly från sin våldsamme make. Kannibalismen och kriget jämförs med varandra och frågan ställs vilket som är värst. Svaret boken ger är att det är mycket värre att begå ett brott mot en levande än mot en som är död.

## Handling

### Första delen
När Sven Elversson var ett barn kom ett engelskt par förbi Grimön i Applums socken där han bodde med sin fattiga familj. Paret tog honom med sig som fosterbarn. I England fick han utbildning och deltog i en polarexpedition. Den blev dock strandad och männen fick slut på proviant. När en av dem tog livet av sig åt de övriga av hans kropp för att överleva.
De räddades till slut, men efter att de återvänt till England började rykten gå om kannibalismen. Svens fosterfar gav honom då en pistol och uppmanade honom att skjuta sig.
Sven återvänder istället till sitt barndomshem och sina gamla föräldrar, åtföljd av ortens präst Edvard Rhånge. Endast prästen och föräldrarna vet den hemska hemligheten till en början.
När familjen senare går i kyrkan blir prästen så äcklad när han ser Sven i församlingen, att han avslöjar hela historien från predikstolen.
Äcklet griper tag i bygden, och alla hånar eller drar sig undan från Sven. Han kämpar för att bli accepterad, men vad han än gör så hjälper inget. Inget verkar kunna besegra äcklet, och han bär tåligt sin förtvivlan.
När Sven en dag behöver skjuts från en järnvägsstation till Applum, får han åka med Edvards droska då denne just anländer från sitt bröllop i Norrland. Under resan drabbas den unga frun, Sigrun, av ångest på grund av de oändligt många kullarna. De verkar aldrig ta slut och hon känner sig instängd.
Edvard lugnar henne då, men ångesten utvecklas senare till en panisk rädsla för att gå utanför prästgården, varvid den äkta mannen tar till en hårdare ton och tvingar ut Sigrun. Sven som ännu en gång råkar höra deras samtal hjälper då Sigrun – som ännu inte vet vem han är – genom att visa henne hur nära havet ligger. Havets skönhet räddar Sigrun ur hennes ångest och ger henne mod.
Nästa gång de möts är Sigrun åter förtvivlad och gråter vid havet. Hon följer med Sven ut på en segeltur och berättar då i förtäckta ordalag att hennes äktenskap är olyckligt. Ingenting hon gör duger åt Edvard, han klagar konstant och förbjuder henne att göra några förändringar i huset och tillåter henne heller inte att hjälpa fattiga. Det sista är det svåraste för henne. 
Under deras samtal inser Sigrun att han är den föraktade människoätaren. När de går iland kysser hon Svens panna och bedyrar att hon inte är äcklad av honom. Han varnar henne då att hennes man är svartsjuk, vilket hon vägrar tro på.
När hon kommer hem finner hon att Edvard är ett snyftande vrak, då hon varit borta så länge att han trott att hon gett sig av. Hon ser för första gången hur mycket han älskar henne, men hans kärlek ter sig alldeles för stark och vild, och den skrämmer henne.
Första delen avslutas med att Sven övertalar en dubbelmördare att erkänna sitt brott, men avkrävs ett löfte att han i så fall ska fria till mördarens dotter, Julia. Sven går med på det, men Julia avspisar honom bryskt eftersom han är en kannibal.

### Andra delen
Lotta Hedman, Sigruns barndomsvän, reser med tåg från hemmet i Norrland mot Sigruns nya hem i Algeröd. Lotta är synsk och pratar högljutt med alla i kupén så snart någon ger henne uppmärksamhet. Det är nu 1915 och Lotta påstår att hon vet när det stora kriget kommer att ta slut, men hon kan inte avslöja det för vanligt folk utan har skrivit ett brev till konungen om hur han ska bete sig för att skydda landet. Något svar har hon dock inte fått. För att bryta med sitt trista liv i Norrland har hon beslutat att bege sig till Sigrun för att hjälpa henne.
Sven Elversson råkar komma in i kupén och får höra hela historien. Som barn var Lotta och Sigrun goda vänner, men när Sigrun tog med sin fästman hem till Lotta hånade Edvard siargåvan. Lotta försökte varna Sigrun för honom men det ledde bara till att vänskapen tog slut.
Lottas siarförmåga skadades av Edvards hån, men hon har återhämtat sig något. En kväll hösten efter brytningen med Sigrun fick det fattiga hemmet besök av två främmande män. En av dem såg en syn som Lotta tidigare sett genom fönstret, av en präktig gård där en gumma sitter och stirrar på en rutten grindstolpe. De främmande berättar då att de stammar från gården i synen, Hångers gård i Dalsland. Det sägs att släkten stammar från jättar, och en förfader lär ha mördat en präst som ligger begravd under grindstolpen. Alla män av släkten är sedan dess dömda att dö en våldsam död, antingen genom mord eller självmord. Edvard Rhånge är också en ättling av denna släkt, som blev präst i hopp om att bryta förbannelsen.
När Lotta kommer till Sigruns nya hem finner hon att den ligger i ett fattigt, dystert och livlöst samhälle. Edvard är ilsken och oberäknelig, och Sigrun är på väg att kvävas av instängdheten. Hon önskar förtvivlat att hon kunde ge sig ut och hjälpa till i kriget som sjuksköterska, men hon sitter fast. När hon en kväll samtalar med en inneboende man om detta, får Edvard ett raseriutbrott av svartsjuka. Han slänger Sigrun i golvet och jagar ut den andre mannen, men bryter under jakten benet och hindras därför från att mörda honom.
Sigrun flyr ut i brygghuset, där Lotta bor. Lotta försöker få henne att återvända till Edvard, men Sigrun vägrar.
Några dagar senare stapplar en främmande kvinna in i brygghuset, döende i smittkoppor. Efter att hon avlider tar Sigrun hennes kläder och beger sig iväg, fast besluten att bege sig till Amerika och utbilda sig till sjuksköterska. Innan hon hunnit långt kommer dock en skärslipare till brygghuset, som letar efter den döda kvinnan. Lotta lyckas nästan lura iväg honom, men han får syn på kvinnans stövlar och lögnen avslöjas.
Lotta och skärsliparen kör ikapp Sigrun, som hotar att slänga sig i älven om de tvingar henne att återgå till hemmet. Skärsliparen tar motvilligt med sig henne.
Efter en tids resa tvingas de mitt i natten stanna på Hångergården, dit Sven Elversson flyttat och driver välgörenhet med bland annat luffarhotell. När Sigrun vaknar på morgonen finner hon att skärsliparen har gett sig av utan henne, och även stulit hennes reskassa. Sven kommer in och det visar sig att den döda kvinnan var hans hustru. De samtalar och Sigrun ser inget annat val än att stanna på Hångergården.

### Tredje delen
Sigruns mor kommer för att besöka Edvard och finner att han håller på att bli tokig av sorg. Han har inrett sitt arbetsrum som ett tempel åt Sigruns minne och behandlar andra kvinnor med förakt. Han bryter ihop inför svärmodern och förklarar att han förstår att han dödade Sigrun genom sin besatthet av att äga och stänga in henne.
Ett par dagar senare kommer Lotta till Edvard för att lämna ett brev från Sigrun och berätta hela historien. Edvard ber Lotta skicka meddelande om att han ska komma och hämta hem Sigrun följande dag, men beger sig iväg tidigare.
Till en början är han ursinnig och hämndlysten, men den långa resan ger honom tid till eftertanke. Han tänker på historierna om sina förfäder och deras säregna idéer, som tillsammans med deras styrka och fallenhet för våld och svartsjuka gjorde livet surt för deras familjer och slutligen ledde till prästmordet.
Återigen minns han det han berättade för svärmodern, att han plågade ihjäl Sigrun genom att försöka kväva hennes sanna natur. Han inser att Sigrun är barmhärtigheten. Sedan börjar han misstänka att Sven älskar Sigrun, för att sedan plötsligt minnas hur han fördrev Sven ur sin kyrka genom att avslöja historien om kannibalismen.
Hämndlystnaden släpper så mycket att Edvard åtminstone är lugn när han når fram till målet. Genom en häck spionerar han sedan på Sven och Sigrun. Medan han står där får han syn på en rutten grindstolpe som sticker upp ur marken.
Samtalet är till en början oskyldigt, men när Sigrun övertalar Sven att läsa en kärleksdikt inser Edvard förfärat att hans hustru älskar Sven.
När Sigrun gått vandrar Sven ner till en damm, och Edvard är på väg att dränka honom. Men innan Sven har lagt märke till honom, slås Edvard av en tanke – han har drivit Sven ut ur sin kyrka, därför att Sven förgripit sig på en död, och nu är Edvard själv på väg att förgripa sig på en levande.
Insikten att livet är heligare än döden hejdar Edvard. När han ser sig om inser han att grindstolpen är borta. Nästa morgon hittar Sigrun en påse med tre ringar och några smycken, som Edvard lämnat som tecken på att han varit där och vill att Sigrun ska stanna hos Sven.
Sven återvänder under sommaren till Applum, och möter där alla som tidigare hånade och avskydde honom. Världskrigets fasor har fått alla att inse att de behandlade Sven orätt, då de har sett saker som är mycket värre än att i desperation äta människokött.
Senare följer Sven med sin bror Ung-Joel på besättningen till ett fiskefartyg. När de drar upp fiskenäten följer lik från ett sjöslag med. Besättningen vill kasta kropparna över bord, men Sven hindrar dem. Ett lugn sprider sig över de upprörda männen när de tar hand om liken för att se till att de blir begravda, och Sven tycker sig känna att de döda förlåter honom för hans brott.
Edvard förrättar begravningen, och tar sedan fram ett brev som hittats i en ficka på en av de döda. Den avlidne var med på polarexpeditionen, och berättar i brevet att Sven aldrig var med om kannibalismen – han låg medvetslös i feber när det skedde och de andra övertygade honom sedan att han också deltagit.
Lyckan över befrielsen blir för mycket för Sven och han sjunker döende till marken. Lotta faller i trans och uttalar en profetia där hon förkunnar att kriget är det stora vilddjuret som håller tillbaka Guds heliga rike.
Ett år senare återvänder Sigrun hem till Edvard, efter att Sven avlidit. Edvard vill inte längre hindra hennes barmhärtighetsgärningar, men hon säger att hon heller inte vill lämna hans hus igen, och de verkar lappa ihop sitt äktenskap.